# Michael Conforto
Pour les articles homonymes, voir Conforto (homonymes).
Michael Conforto (né le 1er mars 1993 à Seattle, Washington, États-Unis) est un joueur de champ extérieur des Mets de New York de la Ligue majeure de baseball.

## Carrière

### Collégiale
À l'école secondaire Redmond High de Redmond dans l'État de Washington, Michael Conforto joue au baseball à la position d'arrêt-court et au football américain aux positions de quart-arrière et de demi de sûreté. Il est convoité par plusieurs universités américaines et reçoit des offres pour poursuivre sa carrière sportive à Oregon, Oregon State, Arizona, Arizona State, Washington, Washington State et Stanford. Il choisit de rejoindre les Beavers de l'université d'État de l'Oregon.
En 2012, à sa première saison pour les Beavers, où il évolue à la position de voltigeur, il réussit 13 circuits, récolte 76 points produits, frappe dans une moyenne au bâton de ,349 et conserve une moyenne de puissance de ,601. Grâce à ces performances, Conforto est élu meilleur frappeur de première année (Freshman Hitter of the Year) par l'association des journalistes couvrant le baseball collégial américain.

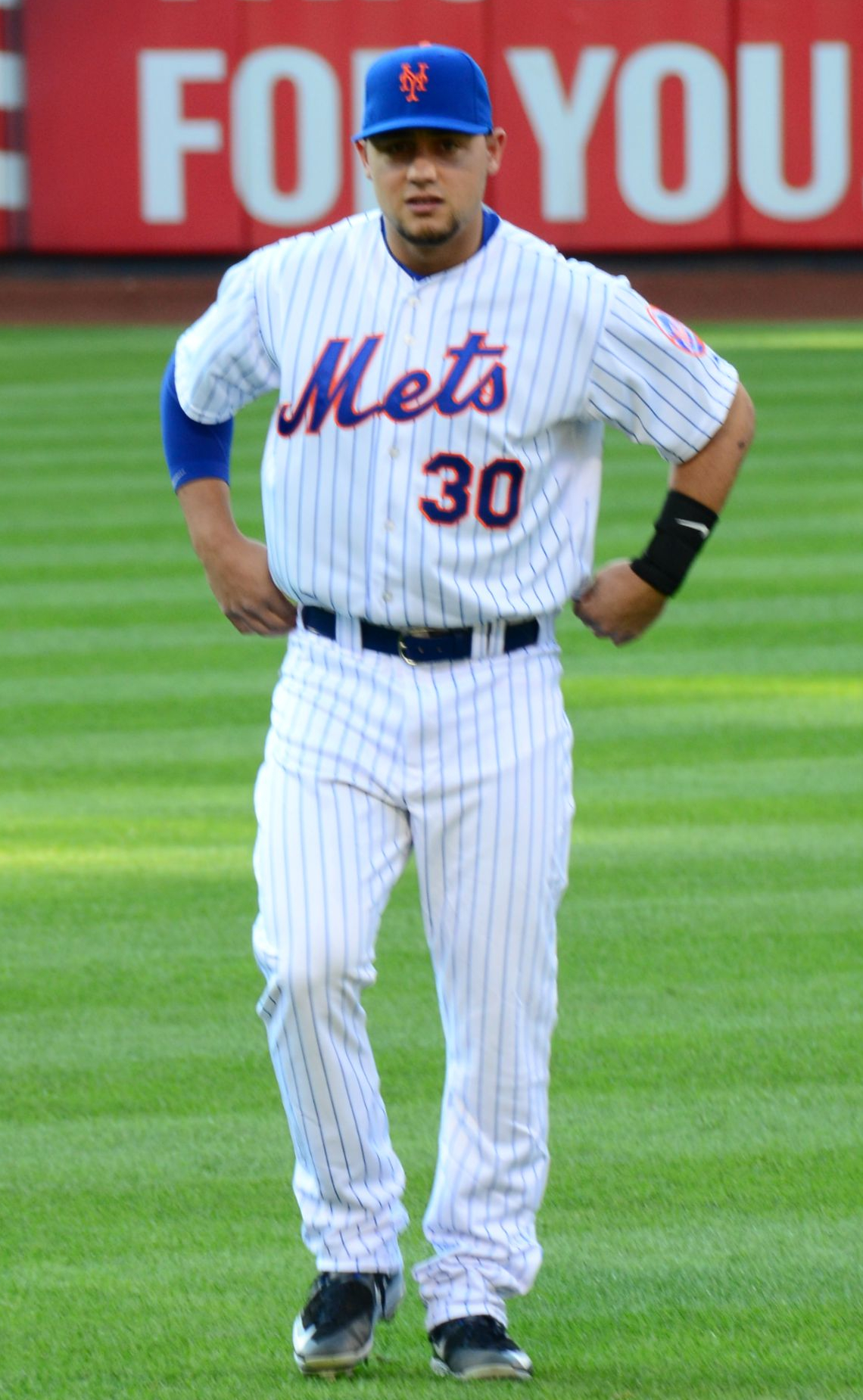
Michael Conforto en juillet 2015.

Il joue pour l'équipe nationale collégiale des États-Unis en 2012 et 2013. Malgré l'élimination des Beavers aux mains de Mississippi State en demi-finale du tournoi des College World Series en 2013, Conforto est nommé sur l'équipe d'étoiles de la compétition (All-Tournament Team) après y avoir obtenu 7 coups sûrs, dont 4 doubles, en 16 présences au bâton pour une moyenne de ,438. Le Sporting News le nomme joueur collégial de l'année en février 2014. Il est la même année finaliste pour le Golden Spikes Award et le trophée Dick Howser.

### Professionnelle
Michael Conforto est le 10e joueur sélectionné au total lors du premier tour du repêchage 2014 des joueurs amateurs. Il signe le 11 juillet 2014 avec l'équipe qui l'avait réclamé en juin, les Mets de New York, un premier contrat professionnel assorti d'une prime à la signature de 2 970 800 dollars. Il rejoint en 2014 un des clubs affiliés aux Mets en ligues mineures pour lancer sa carrière professionnelle, amorce la saison 2015 au niveau A+ des mineures avant de graduer en cours d'année au niveau Double-A chez les Mets de Binghamton de l'Eastern League. Au début 2015, Conforto apparaît pour la première fois sur la liste des 100 meilleurs joueurs d'avenir dressée annuellement par Baseball America, y entrant à la 80e position. Il participe au match des étoiles du futur présenté le 12 juillet 2015 à Cincinnati en marge du match des étoiles de la Ligue majeure de baseball et s'illustre avec deux coups sûrs en autant de passages au bâton et un point marqué.
Après avoir maintenu une moyenne au bâton de ,312 en 45 matchs pour Binghamton, Conforto reçoit un premier appel dans les majeures lorsque les Mets de New York, plombé par d'importants problèmes à l'attaque, l'amènent avec le grand club le 24 juillet 2015. Il fait ce même jour ses débuts dans les majeures dans le match que les Mets disputent aux Dodgers de Los Angeles. À son seconde partie dans les majeures le 25 juillet face aux Dodgers, il frappe 4 coups sûrs en 4 présences au bâton et marque 4 fois dans la victoire de 15-2 des Mets, devenant seulement le 5e joueur de l'histoire avec 4 points marqués dans l'un de ses deux premiers matchs joués. Son premier coup sûr en carrière est réussi aux dépens du lanceur Zach Lee des Dodgers.